# Чаганг
Чаганг (кореј. 자강도, Чаганг-до) једна је од девет провинција Северне Кореје. Њен главни град је Кангје.

## Подела
У провинцији Чаганг се налази 3 града и 15 округа.

### Градови
- Кангје
- Хичон
- Манпо

### Окрузи
- Чанганг
- Часонг
- Чончон
- Чосан
- Чунганг
- Хвапјонг
- Копунг
- Рангним
- Јонгним
- Сиџунг
- Сонган
- Сонгвон
- Тонгсин
- Уси
- Вивон